# Llo
Llo is een gemeente in het Franse departement Pyrénées-Orientales (regio Occitanie) en telt 151 inwoners (2008). De plaats maakt deel uit van het arrondissement Prades.

## Geografie
De oppervlakte van Llo bedraagt 26,2 km², de bevolkingsdichtheid is 5,1 inwoners per km².

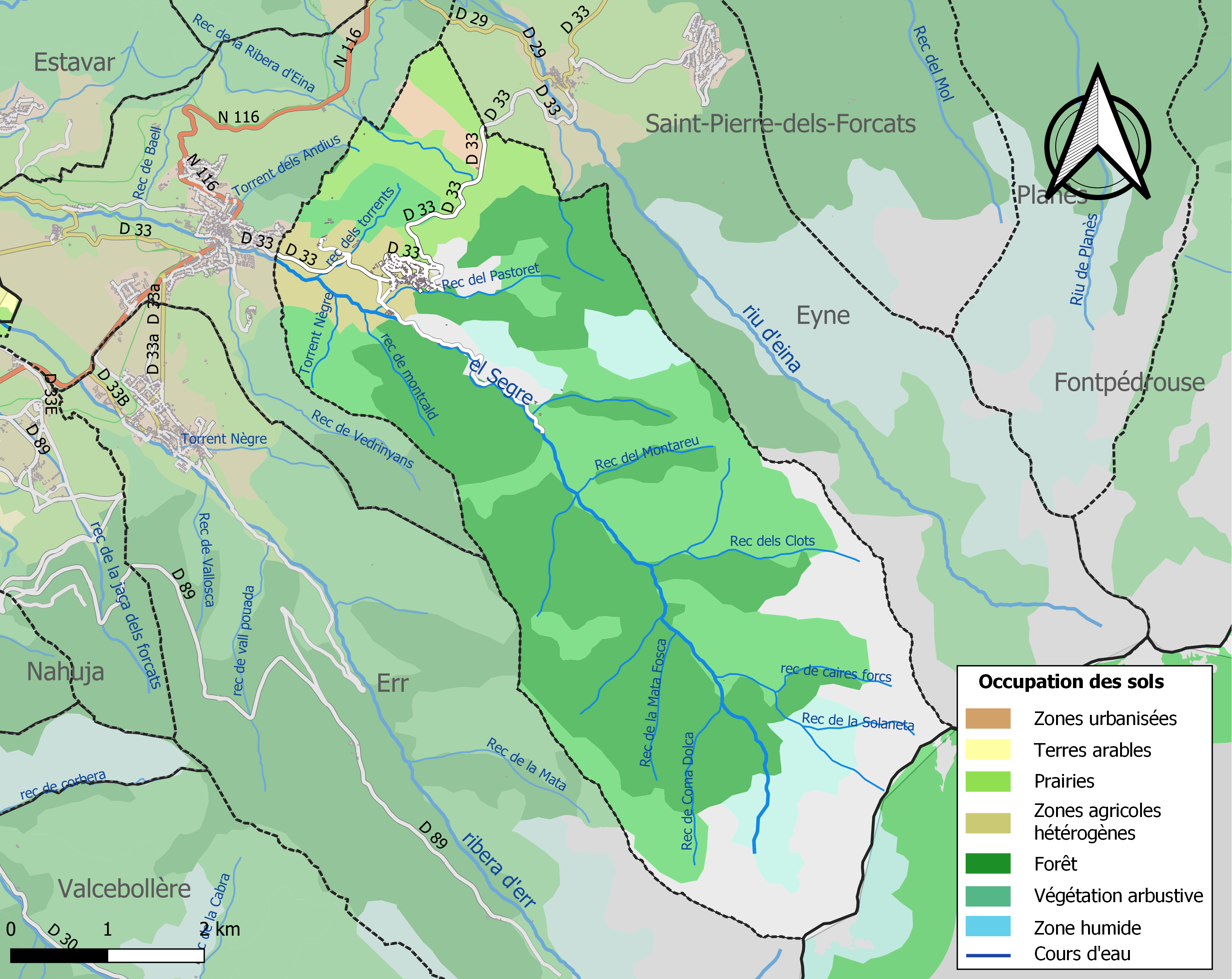
Kaart van de gemeente met de belangrijkste infrastructuur, bodemgebruik en omliggende gemeenten

## Demografie
Onderstaande figuur toont het verloop van het inwonertal (bron: INSEE-tellingen).